# Vilémovice, Havlíčkův Brod
Vilémovice là một làng thuộc huyện Havlíčkův Brod, vùng Vysočina, Cộng hòa Séc.